# Peter Rohde (Eishockeyspieler)
Peter Rohde (* 27. Oktober 1937 im Deutschen Reich) ist ein ehemaliger deutscher Eishockeyspieler.

## Karriere
Peter Rohde war als Spieler von 1957 bis 1959 für die Düsseldorfer EG. 1959 wechselte er zu Preussen Krefeld, für den er ab 1960 spielberechtigt war. 1962 wechselte er zum Mannheimer ERC.
International spielte er für die deutsche Eishockeynationalmannschaft bei der Eishockey-Weltmeisterschaft 1963.